# Aleksei Lotman
Aleksei Lotman (ur. 6 maja 1960 w Leningradzie) – estoński działacz na rzecz ochrony środowiska i polityk żydowskiego pochodzenia, były przewodniczący Partii Zielonych, w latach 2007–2011 poseł do Riigikogu XI kadencji.

## Życiorys
Urodził się w rodzinie Jurija Łotmana, znanego semiotyka kultury, wykładowcy Uniwersytetu w Tartu i Zary Mints. W 1985 ukończył studia na Wydziale Biologii Uniwersytetu Tartuskiego. Pracował jako specjalista ds. ochrony przyrody w rezerwanie Matsalu, a także jego wicedyrektor. W latach 1990–1991 zasiadał w radzie miejskiej Tallinna. W 2006 zaangażował się w działalność Partii Zielonych, wchodząc w skład jej władz naczelnych. W wyborach w 2007 uzyskał mandat posła do Riigikogu w okręgu nr 5 obejmującym m.in. wyspy Sarema i Hiuma. Był zastępcą członka Zgromadzenia Parlamentarnego Rady Europy. W wyborach w 2009 bez powodzenia ubiegał się o mandat posła do Parlamentu Europejskiego. W 2010 został wybrany nowym przewodniczącym Partii Zielonych. Funkcję sprawował do jesieni 2011. W wyborach w 2011 nie uzyskał reelekcji do Riigikogu.
Żonaty, ma trzy córki i syna. Jego brat Michał jest profesorem semiotyki, wykładowcą Uniwersytetu Tallińskiego oraz byłym posłem do Riigikogu X kadencji (2004–2007) z ramienia ugrupowania Res Publica. Aleksei Lotman jest autorem publikacji dotyczących ochrony środowiska, w tym rezerwatu Matsalu. Działa na rzecz Tybetu.